# Odžak (Stadt)
Odžak ist eine Stadt im Nordosten von Bosnien und Herzegowina und Verwaltungssitz der gleichnamigen Großgemeinde. Sie befindet sich im Kanton Posavina in der Föderation Bosnien und Herzegowina, 10 Kilometer von der kroatischen Grenze entfernt.

## Geschichte
Odžak wurde erstmals im Jahr 1593 erwähnt. Damals soll sich dort eine Festung befunden haben. Bis Ende des 19. Jahrhunderts war Odžak Teil des Osmanischen Reichs.
Erst nachdem 1908 Bosnien und Herzegowina zum Habsburgerreich gekommen waren, setzte eine starke Entwicklung ein. Der Erste und der Zweite Weltkrieg unterbrachen das Wachstum, aber die Stadt erholte sich wieder. In den 1980ern wurden die ersten Wohnhausanlagen gebaut.
Im Bosnienkrieg wurde Odžak sowie die gesamte Posavina durch heftige Kämpfe zwischen serbischen und kroatischen Truppen in Mitleidenschaft gezogen. Nachdem die Kroaten sich 1992 zurückgezogen hatten, stand die Stadt beinahe während des gesamten Krieges unter serbischer Kontrolle. Durch den Vertrag von Dayton kam Odžak 1995 zur neuen Entität Föderation Bosnien und Herzegowina (Federacija Bosne i Hercegovine). Dennoch wurde Odžak noch bis 1996 von serbischen Soldaten geplündert und der Großteil der Stadt war komplett zerstört und unbewohnbar. Die Kriegsschäden sind im Stadtzentrum zwar verschwunden aber außerhalb der Stadt teilweise noch sichtbar.

## Geografie
Odžak liegt in der Nördlichen Posavina, rund 10 Kilometer von der kroatischen Grenze entfernt. Das Stadtgebiet erstreckt sich in Nord-Süd-Richtung auf rund 2,5 Kilometer; in West-Ost-Richtung auf rund 2 Kilometer. Die Topografie im Stadtgebiet ist völlig eben, es gibt keine nennenswerten natürlichen Erhebungen. Westlich der Stadt gibt es jedoch größere Hügel, die bis zu 300 Meter hoch sind. Die beiden bedeutendsten Hügel in der Nähe sind der Vucijak und der Maksimskok. Die Landschaft nördlich, östlich und südlich von Odžak ist flach und durch Ackerland und Wiesen geprägt. Der Fluss Bosna verläuft von Nordosten kommend rund 3 Kilometer östlich an der Stadt vorbei, um kurz darauf in einem Schwenk Richtung Südwesten Kurs auf Modriča zu nehmen.

## Freizeit
In Odžak gibt es viele Wettbüros und Cafés. Es gibt auch einen Radiosender namens Radio Postaja Odžak.

## Wirtschaft
An den Stadteinfahren im Norden und Süden stehen viele Lebensmittelfirmen sowie Ziegelwerke. Das wichtigste und größte Einkaufszentrum in Odžak ist die Robna kuća („Kaufhaus“), welche 2004 wiedereröffnet wurde. Donnerstags gibt es im Stadtzentrum einen Markt (Pijaca).
Die Industrie stellt auch einen wichtigen Faktor in Odžak dar. Es handelt sich dabei fast ausschließlich um kleine Firmen, die im Privatbesitz stehen. In Odžak gibt es folgende Industriezweige:
- Textil- und Lederindustrie
- Chemische Industrie
- Nahrungsindustrie
- Metallindustrie
- Holzindustrie

Die Landwirtschaft ist die wichtigste Tätigkeit, was die Wirtschaft in der Gemeinde Odžak betrifft und die meisten Einwohner in den umliegenden Dörfern üben diese Tätigkeit aus. Die Landwirtschaft hat aber auch mit einigen Problemen zu tun, wie es beispielsweise der Verlust des Marktes für landwirtschaftliche Produkte ist, oder der Wiederaufbau des Herstellungsprozesses, der während des Krieges schwer beschädigt wurde. Weitere Wirtschaftszweige in der Gemeinde Odžak sind:
- der Landbau
- die Viehzucht
- der Gemüseanbau
- der Obstbau
- die Bienenzucht
- das Forstwesen

## Infrastruktur und Verkehr
Auch wenn die Kriegsschäden großteils beseitigt sind und das Stadtzentrum wiederaufgebaut wurde, stehen viele Häuser am Stadtrand bis auf die Grundmauern leer. Die Wasserversorgung deckt die gesamte Stadt ab; der Stromanschluss ist seit 1996 wiederhergestellt.

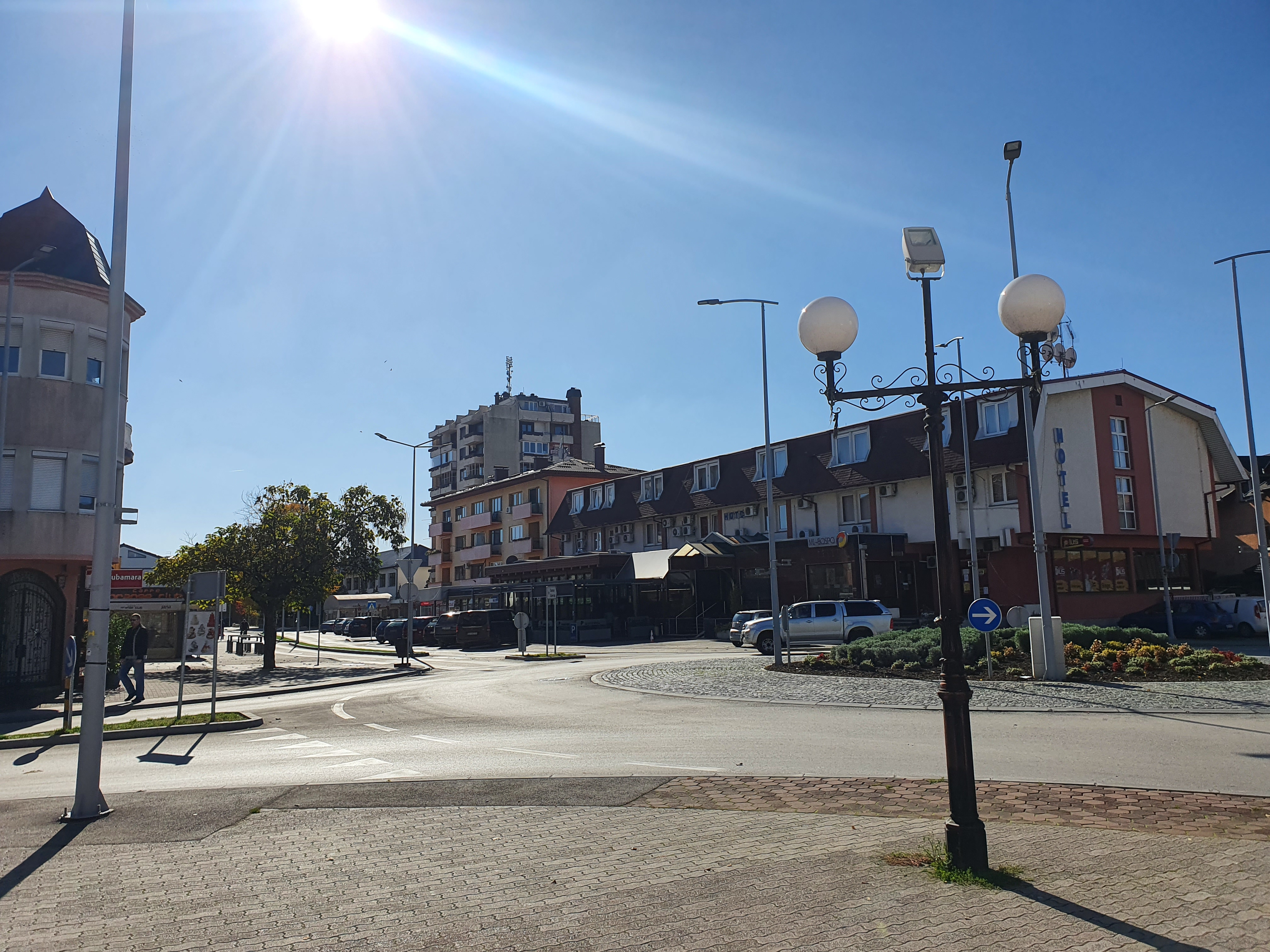
Der Hauptplatz in Odzak

Odžak liegt an der Magistralstraße M 14-1, welche die Stadt Richtung Nordwesten mit Bosanski Brod (39 Kilometer) und Richtung Süden mit Modriča (5 Kilometer) verbindet.
Der internationale Grenzübergang nach Kroatien in Bosanski Šamac ist über die Regionalstraße R464 rund 16 Kilometer entfernt.
Einen Eisenbahnanschluss gibt es in der Stadt nicht, der nächstgelegene Bahnhof liegt in Modriča, die nächsten internationalen Flughäfen in Tuzla (80 Kilometer) und Osijek (110 Kilometer).

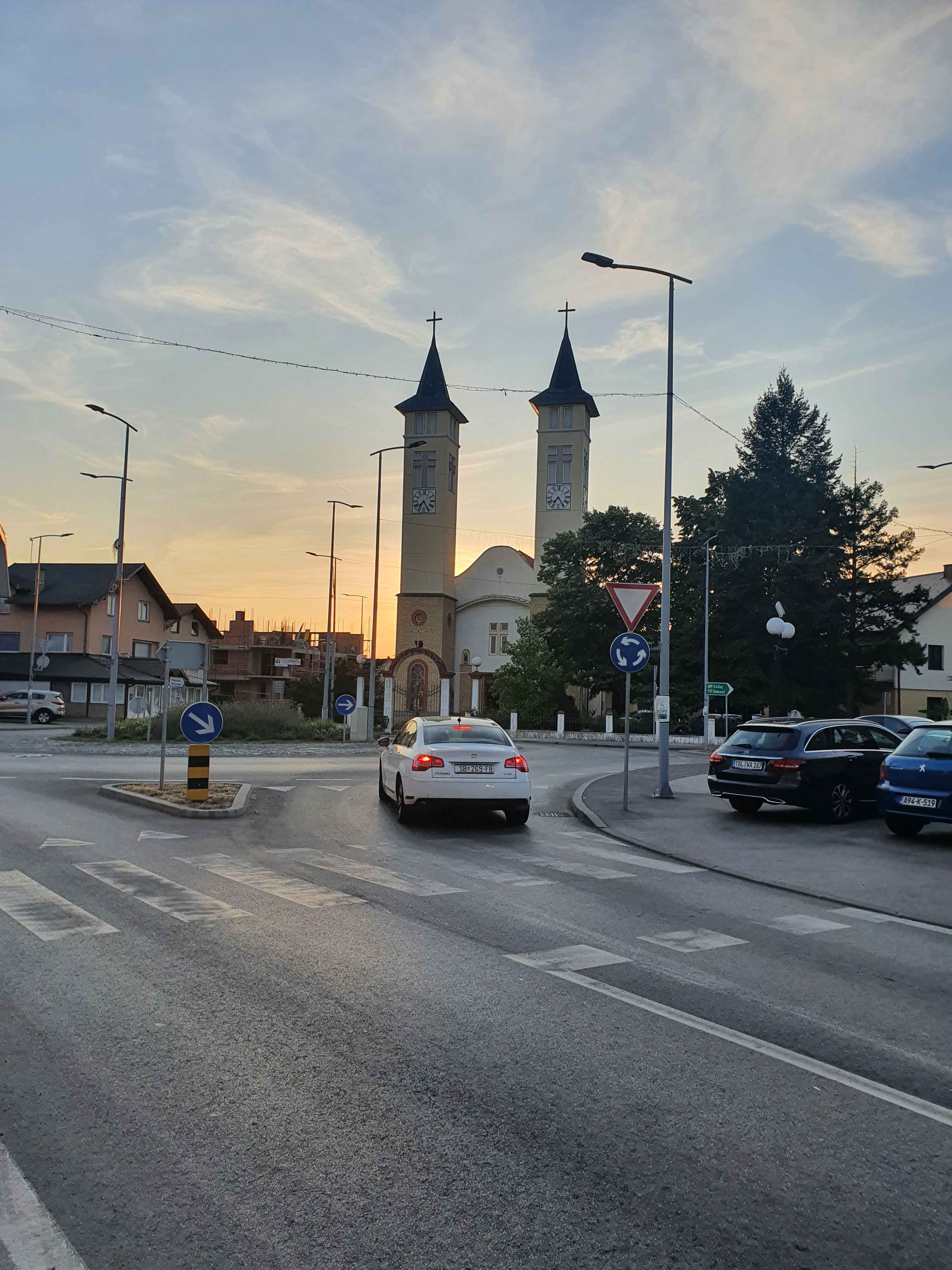
Die katholische Kirche in Odzak

Im Dezember 2017 wurde das rund 11 Kilometer lange, nördlichste Teilstück der Autobahn A1 fertiggestellt, das an der Grenze zu Kroatien in Svilaj beginnt und Richtung Süden durch eine eigene Abfahrt nach Odžak führt. Die Brücke und der dazugehörige Grenzübergang zu Kroatien wurden nach langen Verzögerungen Ende September 2021 eröffnet. Somit steht nun eine weitere hochrangige Verkehrsverbindung zwischen Kroatien und Bosnien-Herzegowina zur Verfügung. Die Fahrzeit nach Odzak wird dadurch erheblich verkürzt. Zusätzlich werden durch den neuen Grenzübergang die beiden internationalen Grenzübergänge in Slavonski Brod / Bosanski Brod sowie Slavonski Samac / Bosanski Samac entlastet.
Außerdem ist eine Umfahrungsstraße fertiggestellt bzw. in Bau. Diese umschließt die Stadt im Norden sowie im Westen. Durch die Autobahn und die neue Umfahrungsstraße wird auf eine Entlastung der Magistralstraße M 14-1 sowie der näheren Regionalstraßen in der Umgebung gehofft. Die Fertigstellung der Umfahrungsstraße ist für 2022 geplant.

## Persönlichkeiten
- Musa Ćazim Ćatić (1878–1915), bosnischer Poet
- Meho Puzić (1937–2007), Sevdalinka-Folk-Sänger und Songwriter
- Ena Sendijarević (* 1987), Drehbuchautorin und Filmregisseurin